# Russula subsect. Laeticolorinae
Russula subsect. Laeticolorinae ist eine Untersektion aus der Gattung der Täublinge (Russula), die innerhalb der Sektion Polychroma steht. Eine Typart ist nicht definiert.

## Merkmale
Die Vertreter der Untersektion Laeticolorinae sind recht große und hartfleischige Täublinge, die im Gegensatz zu den Vertretern der Untersektion Integriforminae einen oft dominierend rosa oder rötlich gefärbten Hut haben, zumindest am Rand. Die Hutmitte ist oft mehr cremegelblich bis cremeocker gefärbt, aber ohne grünliche, violette oder braune Farbtöne. Der Hut kann bei älteren Fruchtkörpern auch vollständig ausblassen. Die Huthaut ist glänzend. Das Fleisch riecht niemals nach Krabben oder Fisch und ist fast unveränderlich. Im Alter kann es sich mitunter leicht schmutzig bräunlich oder gräulich-gelb verfärben. Mit Eisensulfat verfärbt es sich mehr oder weniger rosa oder rötlich. Die Anilinreaktion ist negativ. Das Sporenpulver ist ockerfarben bis dottergelb (III-IV).
Die Basidien sind länglich oder stämmig und werden bis zu 60 µm lang und 10–15 µm breit. Die zerstreut bis zahlreichen Pleurozystiden färben sich mit Sulfovanillin meist nur schwach an. In der Huthaut finden sich nicht inkrustierte Pileozystiden. Auch sie sind lang gestreckt oder ragen deutlich aus dem Hyphenverband heraus. Pigmente kommen innerhalb von Vakuolen und nicht extrazellulär vor.

## Systematik
Bei Romagnesi stehen R. curtipes, und R. rubroalba in der Sektion Integrinae, während R. laeta und R. lutensis bei ihm in der Sektion Laetinae stehen. Allerdings muss man an dieser Stelle darauf hinweisen, dass R. borealis, die viele Autoren für synonym mit R. laeta halten, auch von Bon in die Untersektion Laetinae gestellt wird und er die häufig als Kollektivart angesehene R. laeta J. Schaef.  im Sinne von Blum interpretiert.
| Deutscher Artname            | Wissenschaftlicher Artname | Autor                             |  |
| ---------------------------- | -------------------------- | --------------------------------- |  |
| Kurzstieliger Leder-Täubling | Russula curtipes           | Moeller & J. Schaeffer 1979       |  |
| Schlamm-Täubling             | Russula lutensis           | Romagnesi & Legal                 |  |
| Blutroter Leder-Täubling     | Russula rubroalba          | (Singer) Romagnesi 1956           |  |
| Freudiger Täubling           | Russula laeta              | J. Schaeffer (ss. str. Blum) 1986 |  |